# Льяванту
Леванто, ісп. Levanto — місто на півночі Перу на висоті 2011 м над рівнем моря, розташовано в районі Леванто провінції Чачапойяс регіону Амазонас. Населення міста становить близько 1000 осіб. За часів чачапоя та інків називався Льяванту. Є археологічною пам'яткою Перу.

## Історія
Місто Льяванту (інше звучання Ульянту, що значить «верхівка гори») було засновано в часи існування держави Чачапоя. На пагорбі Ялапе існувало укріплення поселення ще у 1100-х роках н. е. Воно було центром куракства, яке підпорядковувалася володарю держави. За свідчення хроніста Гарсіласо де ла Вега місто населяло плем'я льяванту, яке відзначалося білішою шкірою та вродливими жінками.
Його мешканці разом з іншими вояками чачапоя тривалий час боронили свою незалежність проти спроб інків підкорити їх. Це вдалося остаточно зробити Сапа Інці Тупак Юпанкі у 1480-х роках. З цього моменту увійшло до складу держави Тауантінсую.
За часів чачапоя та інків були зведені численні споруди: кам'яні будівлі та палаци знаті, тамбо (названий Юрак Урко — білий пагорб), численні каналі і тераси (тут вирощувалися значні врожаї), тут існувала школа, де навчалися розпізнавання кіпу, технік сільського господарства. Залишки будівель інкської доби свідчить про зміцнення на цих землях культу бога Сонця-Інті. На пагорбі було зведено цитадель (льякату) Ялапе, яка повинна була прикривати підходи до міста Куелап.
Свій поважний статус із збереженням внутрішньої автономії (Льяванту продовжувала керувати місцева династії, що існувала з часів чачапоя) зберігався до вторгнення іспанських конкістадорів. Відповідно мало значну кількість містян.
Місцевий курака майже без бою підкорився загону Алонсо де Альварадо, який визнав це місце вигідним для перебування. 3 травня 1538 року Альворадо оголосив про заснування тут іспанського міста Леванто, яке отримало від Льванту. Того ж року було зведено католицьку церкву, яка на сьогодні є історичною пам'яткою. 1544 року місто перенесено трохи нижче, у результаті старовинне місто часів інків поступово перетворилося на руїни.

## Сьогодення
Натепер у містечку леванто мешкає близько 1000 містян. Основні види діяльності: туризм та обробка сільськогосподарською продукції. Багато з мешканців є власниками землі навколо Леванту, де вирощують звичайні для цього регіону культури.
Від інкського міста дотепер збереглися руїни близько 200 будинків і осель у діаметрі 7,5 м. З різьбленням у формі ромбів та ламаних ліній.